# مارك إينغليز
مارك إينغليز (بالإنجليزية: Mark Inglis)‏ هو متسلق جبال نيوزيلندي، ولد في 27 سبتمبر 1959.

## وصلات خارجية
- مارك إينغليز على موقع Paralympic.org (الإنجليزية)
- مارك إينغليز على موقع اللجنة البارالمبية النيوزيلندية (الإنجليزية)
- الموقع الرسمي
- مارك إينغليز على موقع IMDb (الإنجليزية)